# Almudena del Pozo
Almudena del Pozo (Madrid, 26 de septiembre de 1974) es una periodista y colaboradora de televisión española vinculada a las noticias de sociedad y el corazón.

## Biografía
Almudena del Pozo es licenciada en Ciencias de la Información, por la Universidad CEU San Pablo, comenzó en 1996 en  Informativos Telecinco. Continuó colaborando en espacios como Vuelta y vuelta, Extra Rosa, La mañana de Rosa Poker de Damas y Sabor a ti entre otros.
En los últimos años ha sido una cara habitual en prácticamente todos los programas de Telemadrid. También cabe destacar sus trabajos como colaboradora en La mañana de La 1,  Fiesta,  Así es la vida, TardeAR o D Corazón.

## Trayectoria
| Año             | Título                  | Cadena     | Notas                   |
| --------------- | ----------------------- | ---------- | ----------------------- |
| 1996            | Informativos Telecinco  | Telecinco  | Redactora               |
| 2010 - 2013     | La mañana de La 1       | La 1       | Presentadora en sección |
| 2017            | TENdencias              | Ten        | Colaboradora            |
| 2018            | ¡Que me estás contando! | ETB        | Colaboradora            |
| 2019 - 2023     | Está pasando            | Telemadrid | Colaboradora            |
| 2020            | Lazos de sangre         | La 1       | Colaboradora            |
| 2021 - presente | Estando contigo         | CMM TV     | Colaboradora            |
| 2022 - 2023     | Buenos días Madrid      | Telemadrid | Colaboradora            |
| 2022 - 2025     | Juntos                  | Telemadrid | Colaboradora            |
| 2022 - presente | Fiesta                  | Telecinco  | Colaboradora            |
| 2023 - 2024     | Así es la vida          | Telecinco  | Colaboradora            |
| 2024            | TardeAR                 | Telecinco  | Colaboradora            |
| 2024            | D Corazón               | La 1       | Colaboradora            |
| 2025            | Socialité               | Telecinco  | Colaboradora            |